# Klecany
Klecany − miasto w Czechach, w kraju środkowoczeskim. Według danych z 31 grudnia 2003 powierzchnia miasta wynosiła 1017 ha, a liczba jego mieszkańców 1 904 osób.

## Demografia
| Rok             | 1970  | 1980  | 1991  | 2001  | 2003  |
| --------------- | ----- | ----- | ----- | ----- | ----- |
| Liczba ludności | 2 146 | 2 081 | 1 924 | 1 958 | 1 904 |

Źródło: Czeski Urząd Statystyczny